# Луиз Алтамир Мело
Луиз Алтамир Лопез Мело (порт. Luiz Altamir Lopes Melo; Боа Виста, 9. мај 1996) бразилски је пливач чија специјалност су трке слободним и делфин стилом на 200 метара. 

## Спортска каријера
Међународну такмичарску акријеру Мело је започео 2013, на Светском првенству у пливању у малим базенима које је те године одржано у емиратском Дубаију где је успео да се пласира у финала на 200 делфин (5. место), 200 слободно (8. место) и 4×200 слободно (шесто место). Годину дана касније на Олимпијским играма младих у кинеском Нанђингу, као члан штафете 4×100 слободно, осваја сребрну медаљу, уједно завршивши са такмичењима у конкуренцији јуниора. Исте године дебитује у сениорској конкуренцији на Панамеричким играма у Торонту где као члан штафете на 4×200 слободно, заједно са Де Луком, Переиром и Оливеиром, осваја златну медаљу уз нови рекорд игара (7:11,15 минута). 
Године 2015. дебитује на светском првенству које се одржало у руском Казању, не успевши да се пласира у финале штафетне трке на 4×200 слободно (састав штафете био је идентичан оном из Торонта годину дана раније).  
У децембру 2015. успео је да исплива олимпијску норму у дисциплини 400 слободно, што му је донело дебитантски наступ на Олимпијским играма годину дана касније. На ЛОИ 2016. у Рију није остварио запаженије резултате пошто је у трци на 400 слободно заузео 32. место у квалификацијама, док је са штафетом 4×200 слободно заузео 15. место. 
Током 2018. учествовао је на Панпацифичком првенству у Токију и Светском првенству у малим базенима у Хангџоу где је као члан штафете 4×200 слободно (заједно са Сантосом, Шефером и Корејом) освојио златну медаљу у времену новог светског рекорда од 6:46,81 минута.
Други наступ на светским првенствима имао је у корејском Квангџуу 2019. где је наступио у три дисвциплине. Иако у појединачним тркама на 200 делфин (13. место) и 400 слободно (15. место) није остварио запаженије резултате, у штафети 4×200 слободно пласирао се у своје друго финале светских првенстава где је освојено седмо место уз олимпијску норму за Токио 2020. и нови јужноамерички рекорд  у времену 7:07,12 минута. 
Највећи успех у дотадашњој каријери остварио је на Панамеричким играма 2019. у Лими где је освојио три медаље, по једно злато (4×200 слободно), сребро (4×100 мешовито) и бронзу (400 слободно), док је трку на 200 делфин окончао на четвртој позицији у финалу.  